# ガブリエル・ネベス
ガブリエル・ネベス・ペルドモ（Gabriel Neves Perdomo , 1997年8月11日 - ）は、ウルグアイ・マルドナド県マルドナド出身のサッカー選手。サンパウロFC所属。ポジションはMF。

## クラブ経歴
2018年にナシオナル・モンテビデオのトップチームに昇格。2月3日のモンテビデオ・シティ・トルケ戦でプロデビュー。2019年シーズンより先発に定着。3月24日のクラブ・プラサ・デ・デポルテス・コロニア戦でプロ初ゴールを記録。同年シーズンは後期リーグで優勝。12月15日に前期リーグのCAペニャロールとの優勝決定プレーオフを制し、リーグ優勝を経験した。
2021年8月30日、2022年12月までの契約でサンパウロFCに移籍した。

## 代表経歴
2020年11月に2022 FIFAワールドカップ・南米予選のウルグアイ代表に初招集。13日のコロンビア戦で、試合終了間際にロドリゴ・ベンタンクールとの交代で出場し、代表デビューを果たした。